# Hoa Thần Vũ
Hoa Thần Vũ (tiếng Trung: 华晨宇, bính âm: Huà Chényǔ, sinh ngày 07 tháng 02 năm 1990) là một ca sĩ người Trung Quốc, tốt nghiệp đại học tại học viện âm nhạc Vũ Hán, Hồ Bắc. Anh là ca sĩ đoạt quán quân toàn quốc của cuộc thi Superboy (Khoái lạc nam thanh - 快乐男声) năm 2013 do đài truyền hình Hồ Nam tổ chức. Hoa Thần Vũ là một trong những ca sĩ có nhân khí tốt nhất bước ra từ cuộc thi âm nhạc và rất thành công trên con đường âm nhạc khi được công nhận một trong những ca sĩ, nhạc sĩ dưới 30 tuổi có ảnh hưởng nhất ở Trung Quốc. Năm 2018, anh trở thành ca sỹ 9x đầu tiên tổ chức hòa nhạc cá nhân tại Sân vận động Tổ Chim với kỷ lục 2 đêm liên tiếp, mỗi đêm 90.000 người, đồng thời cũng là kỷ niệm năm thứ 5 trong sự nghiệp hoạt động âm nhạc.

## Tiểu sử
Hoa Thần Vũ sinh tại Thập Yển, tỉnh Hồ Bắc. Bố mẹ sớm ly hôn, bố thường xuyên đi công tác, Hoa Thần Vũ trải qua thời niên thiếu thường xuyên ở một mình. Từ nhỏ đã làm quen với âm nhạc. Ban đầu, Hoa Thần Vũ học thổi sáo, nhưng sau đó dần nhận ra không có hứng thú với bộ môn này, anh bắt đầu học đàn piano , và sớm tìm được niềm yêu thích của mình với việc ngẫu hứng đánh đàn. Anh được công chúng đặt cho những mỹ từ như “Quỷ tài âm nhạc 9x”, “thiên tài cải biên ca khúc”.
Sau khi tốt nghiệp trung học, Hoa Thần Vũ muốn được học sâu hơn về âm nhạc, nên vào năm 2009 đã đăng ký dự thi Học viện Âm nhạc Vũ Hán tại quê nhà. Tuy nhiên năm thi này, Hoa Thần Vũ thi trượt vì thiếu 1 điểm. Một năm sau đó, Hoa Thần Vũ tiếp tục dự thi vào học viện, và đỗ với kết quả xuất sắc. Năm 2010, bắt đầu học tại Học viện Âm nhạc Vũ Hán. Năm 2013 đăng ký dự thi chương trình Superboy (Khoái lạc nam thanh) và giành giải Quán quân.

## Sự nghiệp

### Năm 2013
- Ngày 06 tháng 12 năm 2013, Hoa Thần Vũ giành giải Nam ca sĩ được yêu thích nhất trong lễ trao giải Phong Vân Bảng lần thứ 6.

### Năm 2014
- Ngày 30 tháng 01 năm 2014, anh tham gia biểu diễn tại đêm Xuân Vãn của đài CCTV.
- Ngày 31 tháng 03 năm 2014, anh giành giải Nghệ sĩ mới xuất sắc nhất trong lễ trao giải Đông Phương Phong Vân Bảng lần thứ 21.
- Ngày 6 và 7 tháng 9 năm 2014, anh tổ chức 2 đêm Mars Concert đầu tiên sau 1 năm ra mắt tại Nhà thi đấu Ngũ Khỏa Tùng, Bắc Kinh.
- Ngày 19 tháng 9 cùng năm, Hoa Thần Vũ phát hành album solo đầu tay "Món quà của Quasimodo".
- Anh trở thành nam ca sĩ nội địa đầu tiên xuất hiện trên tạp chí L'Uomo Vogue.

### Năm 2015
- Ngày 08 tháng 02 năm 2015, Hoa Thần Vũ đã được Billboard mời tham gia vào chương trình Annual Grammy Awards lần thứ 57.
- Ngày 17 tháng 02 năm 2015, Hoa Thần Vũ biểu diễn trong chương trình Gala Tết năm mới của Liêu Ninh.
- Ngày 25 tháng 03 năm 2015, Hoa Thần Vũ giành giải Ca sĩ nam xuất sắc nhất khu vực Đại Lục trong lễ trao giải âm nhạc QQ 2015.
- Ngày 13 tháng 4 năm 2015, anh nhận giải Nam ca sĩ được yêu thích nhất trong lễ trao giải âm nhạc Phong Vân Bảng.
- Ngày 31/7, 1/8 và 2/8 năm 2015, tổ chức 3 đêm Mars Concert tại Thượng Hải.
- Đến tháng 11, Hoa Thần Vũ phát hành album solo thứ 2 "Khác loài".

### Năm 2016
- Hoa Thần Vũ có 12 tuần quán quân và 3 ca khúc lọt top 10 bài hát hay nhất năm 2016 của bảng xếp hạng ca khúc mới Châu Á.
- 9/4/2016, anh đã tham gia Liên hoan âm nhạc Trung Quốc lần thứ 16 (the 16th Annual Festival of Top Chinese Music) với tư cách đại sứ và nhận được 2 giải thưởng là Giải Album hay nhất (Annual Best Album Performance) và Thần tượng xuất sắc nhất hàng năm (Annual Best Idol).
- Ngày 2/7: Mars Concert tại Nhà thi đấu Ngũ Khỏa Tùng, Bắc Kinh
- Ngày 21/8: Mars Concert tại Thượng Hải
- Ngày 16/9: Mars Concert tại Thâm Quyến.
- Tháng 10/2016, anh tham gia chương trình Cuộc Chiến Thiên Lại. Bản cải biên ca khúc "Đôi giày trượt của tôi" tại chương trình nằm trong top ca khúc nổi bật của Youtube, Google, Facebook, Twitter và Instagram; Youtube và các phương tiện truyền thông trực tuyến nước ngoài xuất hiện cơn bão "giày trượt".

### Năm 2017
- Anh ra mắt album solo thứ 3 "H" (tên viết tắt của Hoa Thần Vũ) dưới dạng USB vào ngày 07 tháng 03 năm 2017.
- Ngày 13 và 14 tháng 10 năm 2017, anh tổ chức 2 đêm Mars Concert tại Bắc Kinh.

### Năm 2018
- Vào ngày 25 tháng 1 năm 2018 đến tháng 4 cùng năm, Hoa Thần Vũ tham gia Singer 2018 (歌手 2018) ở tập 4 của đài Hồ Nam cùng với Jessie J, Uông Phong, Trương Thiều Hàm, Lý Thánh Kiệt cùng với các ca sĩ khác. Cùng với việc thể hiện bùng cháy những ca khúc của mình như Tề Thiên, I don't care và cải biên xuất sắc ca khúc Côn Nhị Khúc của Châu Kiệt Luân, Giả Hành Tăng của Thôi Kiện anh đã giành được No.1 trong nhiều tuần và đạt Á Quân chung cuộc.
- Ngày 30 tháng 6 năm 2018, Hoa Thần Vũ tham gia "Minh Nhật Chi Tử mùa 2" với vai trò cố vấn dẫn dắt đội "Ma Âm".
- Ngày 8-9/9/2018: Anh mở liên tiếp 2 đêm Mars Concert  tại sân vận động Tổ Chim (Sân vận động quốc gia Bắc Kinh) với 90.000 khán giả mỗi đêm và trở thành ca sĩ 9x đầu tiên mở concert tại sân vận động lớn nhất Trung Quốc.

### Năm 2019
- Tháng 1 năm 2019, anh giành giải “Ca sĩ xuất sắc nhất của năm”.
- Tháng 1 năm 2019, trong "Báo cáo chính thức của Tencent Entertainment năm 2018": xếp hạng độ hot các concert trong năm 2018, Mars Concert 2018 của Hoa Thần Vũ đứng top 1. Trong bảng xếp hạng ca sĩ Trung Quốc được nhắc tới nhiều nhất năm 2018, Hoa Thần Vũ đứng top 7.
- Năm 2019, tạp chí điện tử số trọng điểm đầu năm "Hoa Thần Vũ Fahrenheit" liên tục đạt những thành tích tốt, tổng lượng tiêu thụ cuối cùng đạt tới 505.797 bản, giữ kỉ lục lượng tiêu thụ tạp chí điện tử cá nhân cao nhất từ trước tính tới thời điểm đó.
- Ngày 1 - 2 - 3/11/2019, Mars Concert của Hoa Thần Vũ được tổ chức tại sân vận động Bảo An, Thâm Quyến. Hoa Thần Vũ trở thành ca sĩ nội địa đầu tiên tổ chức 3 đêm concert liên tiếp với sân khấu 4 mặt tại sân vận động..
- 28/10/2019, ca khúc mới đầu tiên của năm 2019 "Trò chuyện cùng bé con Sao Hoả", ngày đầu tiên phát hành đã đứng top 1 BXH nhân khí, Tiêu thăng bảng, BXH ca khúc mới của Võng Dịch, tỉ lệ thăng hạng trong Phiêu Thăng bảng (Bảng xếp hạng ca khúc mới thăng hạng) đạt 1228%.
- Ca khúc "Trò chuyện cùng bé con Sao Hoả" lên top tại các bảng xếp hạng ca khúc mới, ca khúc hot, đĩa đơn của tuần tại các khu vực Singapore, Malaysia trên nền tảng KKBOX.
- Ngày 04/12/2019, ca khúc thu phí đầu tiên trong năm 2019 của Hoa Thần Vũ "Thật muốn yêu thương thế giới này", trong ngày đầu ra mắt đã đứng top 1 BXH nhân khí, phiêu thăng bảng, BXH ca khúc mới của Võng Dịch. Tỉ lệ trong phiêu thăng bảng đạt 1305%.
- Ngày 14/12/2019, Hoa Thần Vũ giành được 3 giải thưởng tại lễ trao giải âm nhạc Migu: “Top 10 ca khúc của năm”, “Nam ca sĩ nội địa được yêu thích nhất năm”,” Nam ca sĩ xuất sắc nhất năm”.
- Album thứ 2 của Hoa Thần Vũ - "Khác loài" bản hải ngoại phát hành ngày 15/12/2015 và chính thức trở thành tuyệt bản vào tháng 05 năm 2019 sau gần 4 năm, đồng thời lọt top 4 "Những Album bán chạy nhất năm 2019" trong loạt năm bảng xếp hạng âm nhạc lớn của Đài Loan cập nhật và công bố năm 2020.

### Năm 2020
- Từ ngày 31 tháng 01 năm 2020 đến ngày 24 tháng 04 năm 2020, Hoa Thần Vũ tham gia chương trình Singer 2020 Đương Đả Chi Niên và giành quán quân chung cuộc với danh hiệu Ca Vương.
- Phát hành album "Thế Giới Mới NEW WORLD". Album rank #7 The fixed top selling 2020 albums (2.000.000 total sales với 1.750.928 Download in China) [4]

### Năm 2021
- Album "Thế Giới Mới NEW WORLD" được Liên Đoàn Công Nghiệp Ghi Âm Quốc Tế (IFPI) cấp chứng nhận đĩa Bạch Kim. Cụ thể
  1. "Thế Giới Mới NEW WORLD" phiên bản USB được chứng nhận đĩa 6 Bạch Kim với doanh số bán ra hơn 185.000 bản.
  2. "Thế Giới Mới NEW WORLD" phiên bản Song CD có thực tích bán gần 80.000 bản nhận được chứng nhận đĩa 2 Bạch Kim và 1 Vàng.
  3. Cả hai phiên bản bán ra gần 264.000 đĩa. Trở thành album nhạc Hoa Ngữ ăn khách nhất năm 2020.
- Album nhạc số tiêu thụ hơn 1.800.000 bản trên Võng Dịch.
- Từ ngày 26/11 đến 28/11 và 3/12 đến 5/12 tổ chức Marconcert với hình thức mới tại Haikou Changying Universal Fantasy Park là nghệ sĩ đầu tiên tổ chức concert 6 buổi tại công viên

## Các tác phẩm âm nhạc

### Album
| Album 1: Món quà của Quasimodo | Album 1: Món quà của Quasimodo                       | Album 1: Món quà của Quasimodo | Album 1: Món quà của Quasimodo | Album 1: Món quà của Quasimodo | Album 1: Món quà của Quasimodo | Album 1: Món quà của Quasimodo | Album 1: Món quà của Quasimodo | Album 1: Món quà của Quasimodo |
| STT                            | Danh sách bài hát                                    | Danh sách bài hát              | Danh sách bài hát              | Độ dài                         | Lời                            | Nhạc                           | Biên khúc                      | Mixing                         |
| STT                            | Tiếng Việt                                           | Tiếng Trung                    | Tiếng Anh                      | Độ dài                         | Lời                            | Nhạc                           | Biên khúc                      | Mixing                         |
| ------------------------------ | ---------------------------------------------------- | ------------------------------ | ------------------------------ | ------------------------------ | ------------------------------ | ------------------------------ | ------------------------------ | ------------------------------ |
| 1                              | Why nobody fights                                    | Why nobody fights              | Why nobody fights              | 04:03                          | Hoa Thần Vũ                    | Hoa Thần Vũ                    | Trịnh Nam                      | Ken Lewis                      |
| 2                              | Vi quang (Tia sáng nhỏ bé) (OST "Bên nhau trọn đời") | 微光                           | Shimmer                        | 04:26                          | Chu Khiết Dĩnh                 | Tiền Lôi                       | Trịnh Nam                      | Triệu Tĩnh                     |
| 3                              | Let you go                                           | Let you go                     | Let you go                     | 04:16                          | Hạ Diên                        | Hoa Thần Vũ                    | Trịnh Nam                      | Ken Lewis                      |
| 4                              | Bụi tàn pháo hoa                                     | 烟火里的尘埃                   | Ashes from fireworks           | 05:21                          | Lâm Tịch                       | Tây Lâu                        | Tây Lâu; Trịnh Nam             | Triệu Tĩnh                     |
| 5                              | Chuyên gia phá bom                                   | 拆弹专家                       | Bomb Squad                     | 02:47                          | Triệu Trí Thăng                | Dúné                           | Dúné; Trịnh Nam                | Ken Lewis                      |
| 6                              | Ngao du bốn phương                                   | 环游                           | Traveling                      | 04:00                          | Lưu Nguyên                     | Dúné                           | Dúné; Trịnh Nam                | Tiểu Thắng                     |
| 7                              | Chúng ta đều là kẻ cô độc                            | 我们都是孤独的                 | All lonely                     | 04:03                          | Đại Nhạc Đông                  | The Blue Van                   | The Blue Van; Trịnh Nam        | Triệu Tĩnh                     |
| 8                              | Bất hủ                                               | 不朽                           | Eternity                       | 03:23                          | Quách Đức Tử Nghị              | Dúné                           | Dúné; Trịnh Nam                | Tiểu Thắng                     |
| 9                              | Món quà của Quasimodo                                | 卡西莫多的礼物                 | Quasimodo's Gift               | 03:34                          | Bột Tử                         | Hoa Thần Vũ                    | Trịnh Nam                      | Triệu Tĩnh                     |
| 10                             | Câu chuyện bên gối                                   | 枕边故事                       | Bedtime story                  | 04:23                          | Đại Nhạc Đông                  | Ronald Tsui                    | Ngưu Tử Kiện                   | Triệu Tĩnh                     |

| Album 2: Khác loài | Album 2: Khác loài       | Album 2: Khác loài | Album 2: Khác loài     | Album 2: Khác loài | Album 2: Khác loài | Album 2: Khác loài                                 | Album 2: Khác loài | Album 2: Khác loài       |
| STT                | Danh sách bài hát        | Danh sách bài hát  | Danh sách bài hát      | Độ dài             | Lời                | Nhạc                                               | Biên khúc          | Mixing                   |
| STT                | Tiếng Việt               | Tiếng Trung        | Tiếng Anh              | Độ dài             | Lời                | Nhạc                                               | Biên khúc          | Mixing                   |
| ------------------ | ------------------------ | ------------------ | ---------------------- | ------------------ | ------------------ | -------------------------------------------------- | ------------------ | ------------------------ |
| 1                  | Tôi quản gì cậu          | 我管你             | I don't care           | 04:26              | Quách Đức Tử Nghị  | Hoa Thần Vũ                                        | Trịnh Nam          | Triệu Tĩnh               |
| 2                  | Nhà vua và kẻ ăn xin     | 国王与乞丐         | Kings and paupers      | 04:05              | Đại Nhạc Đông      | Mike Chan; Faizal Tahir                            | Trịnh Nam          | Craig Burbidge, Hứa Dũng |
| 3                  | Khác loài                | 异类               | Aliens                 | 03:28              | Triệu Thần Long    | Hoa Thần Vũ                                        | Trịnh Nam          | Ken Lewis, Triệu Tĩnh    |
| 4                  | Từ trái nghĩa            | 反义词             | The antonym            | 04:16              | Tiểu Hàn           | Vương Tử                                           | Trịnh Nam          | Triệu Tĩnh               |
| 5                  | Phù du                   | 蜉蝣               | The mayfly             | 05:07              | Đại Nhạc Đông      | Hoa Thần Vũ                                        | Trịnh Nam          | Hứa Dũng                 |
| 6                  | Muối của Trái Đất        | 地球之盐           | The salt of the earth  | 05:19              | Đại Nhạc Đông      | Hoa Thần Vũ                                        | Trịnh Nam          | Triệu Tĩnh               |
| 7                  | Viết cho con tương lai   | 写给未来的孩子     | For my future child    | 05:19              | Chu Tự Khanh       | Hoa Thần Vũ                                        | Ngưu Tử Kiện       | Triệu Tĩnh               |
| 8                  | Trốn khỏi Utopia         | 逃离乌托邦         | The escape from Utopia | 04:04              | Đại Nhạc Đông      | Aurora Aksnes; Martin Odd Skalnes; Magnus Skylstad | Trịnh Nam          | Triệu Tĩnh               |
| 9                  | Biến tướng quái kiệt     | 变相怪杰           | The mask               | 03:56              | Đại Nhạc Đông      | Hoa Thần Vũ                                        | Trịnh Nam          | Triệu Tĩnh               |
| 10                 | Thế giới là một vườn thú | 世界是个动物园     | The world is a zoo     | 03:19              | Đại Nhạc Đông      | Takuya; Lâm Thừa Hữu; Jimmy Fung; Hoa Thần Vũ      | Trịnh Nam          | Triệu Tĩnh               |
| 11                 | Người khổng lồ đau buồn  | 忧伤的巨人         | The giant in sorrow    | 03:23              | Đại Nhạc Đông      | Hoa Thần Vũ                                        | Trịnh Nam          | Triệu Tĩnh               |

| Album 3: H | Album 3: H                         | Album 3: H        | Album 3: H                     | Album 3: H | Album 3: H                                  | Album 3: H                  | Album 3: H | Album 3: H |
| STT        | Danh sách bài hát                  | Danh sách bài hát | Danh sách bài hát              | Độ dài     | Lời                                         | Nhạc                        | Biên khúc  |            |
| STT        | Tiếng Việt                         | Tiếng Trung       | Tiếng Anh                      | Độ dài     | Lời                                         | Nhạc                        | Biên khúc  |            |
| ---------- | ---------------------------------- | ----------------- | ------------------------------ | ---------- | ------------------------------------------- | --------------------------- | ---------- | ---------- |
| 1          | Here we are (OST "Sứ đồ hành giả") | Here we are       | Here we are                    | 04:50      | Mạc An Kỳ, Triệu Nhất Đằng                  | Hoa Thần Vũ                 | Trịnh Nam  |            |
| 2          | Cự lộc                             | 巨鹿              | Gigantic Deer                  | 04:53      | Đại Nhạc Đông                               | Hoa Thần Vũ                 | Trịnh Nam  |            |
| 3          | To be free                         | To be free        | To be free                     | 03:45      | Doãn Ước                                    | Hoa Thần Vũ                 | Trịnh Nam  |            |
| 4          | For Forever                        | For Forever       | For Forever                    | 04:40      | MIKHAÉL                                     | Hoa Thần Vũ                 | Trịnh Nam  |            |
| 5          | Tôi cách cô đơn bao nhiêu km       | 我离孤单几公里    | Few Miles Away From Loneliness | 04:05      | Dịch Gia Dương                              | Hoa Thần Vũ                 |            |            |
| 6          | Ngày hôm qua đã mất                | 消失的昨天        | The Vanished Yesterday         | 03:47      | Diêu Nhược Long                             | Vương Tử                    | Trịnh Nam  |            |
| 7          | Kẻ tạo vật                         | 造物者            | The Creator                    | 03:11      | Thập Hòa                                    | Peter Bostrom, Andreas Ohrn | Trịnh Nam  |            |
| 8          | Đôi giày trượt của tôi 2016        | 我的滑板鞋2016    | My Skateboard Shoes 2016       | 03:55      | Joseph Pomeran, Bàng Mạch Lang, Hoa Thần Vũ | Hoa Thần Vũ                 | Trịnh Nam  |            |

| Album 4: Thế giới mới | Album 4: Thế giới mới             | Album 4: Thế giới mới | Album 4: Thế giới mới | Album 4: Thế giới mới | Album 4: Thế giới mới      | Album 4: Thế giới mới | Album 4: Thế giới mới  | Album 4: Thế giới mới |
| STT                   | Danh sách bài hát                 | Danh sách bài hát     | Danh sách bài hát     | Độ dài                | Lời                        | Nhạc                  | Biên khúc              |                       |
| STT                   | Tiếng Việt                        | Tiếng Trung           | Tiếng Anh             | Độ dài                | Lời                        | Nhạc                  | Biên khúc              |                       |
| --------------------- | --------------------------------- | --------------------- | --------------------- | --------------------- | -------------------------- | --------------------- | ---------------------- | --------------------- |
| 1                     | Đấu ngưu                          | 斗牛                  | Bullfight             | 06:25                 | Bùi Dục                    | Hoa Thần Vũ           | Trịnh Nam, Hoa Thần Vũ |                       |
| 2                     | Thật muốn yêu thương thế giới này | 好想爱这个世界啊      | I'm here              | 04:18                 | Bùi Dục                    | Hoa Thần Vũ           | Trịnh Nam              |                       |
| 3                     | Viện người điên                   | 疯人院                | Madhouse              | 06:37                 | Lữ Dịch Thu                | Hoa Thần Vũ           | Trịnh Nam, Hoa Thần Vũ |                       |
| 4                     | Trò chuyện cùng bé con Sao Hỏa    | 与火星的孩子对话      | Conversations with ET | 05:09                 | Hoa Thần Vũ, Hỏa Tinh Nhân | Hoa Thần Vũ           | Hoa Thần Vũ            |                       |
| 5                     | Bảy nhân cách                     | 七重人格              | Split                 | 06:34                 | Lữ Dịch Thu                | Hoa Thần Vũ           | Trịnh Nam, Hoa Thần Vũ |                       |
| 6                     | Thần thụ                          | 神树                  | God tree              | 05:18                 | Bùi Dục                    | Hoa Thần Vũ           | Trịnh Nam, Hoa Thần Vũ |                       |
| 7                     | Giáng lâm                         | 降临                  | Arrival               | 04:23                 | Đinh Ngạn Tuyết            | Hoa Thần Vũ           | Trịnh Nam, Hoa Thần Vũ |                       |
| 8                     | Thế giới mới                      | 新世界                | New world             | 05:51                 | Đinh Ngạn Tuyết            | Hoa Thần Vũ           | Trịnh Nam, Hoa Thần Vũ |                       |

### Đĩa đơn
| Ca khúc                         | Người trình bày | Thời gian phát hành | Chú thích                                                                             |
| ------------------------------- | --------------- | ------------------- | ------------------------------------------------------------------------------------- |
| Tôi với tôi                     | Hoa Thần Vũ     | 30/09/2013          | Album Superboy 2013 "Đuổi theo ước mơ, dám hay không"                                 |
| Nhân lúc bạn còn trẻ            | Hoa Thần Vũ     | 19/12/2013          | Nhạc phim "Đợi gió đến"                                                               |
| Bài hát không lời "Thất tình"   | Hoa Thần Vũ     | 12/01/2014          | Biểu diễn tại tour lưu diễn Superboy ở Quảng Châu, không phát hành                    |
| Xuân                            | Hoa Thần Vũ     | 27/11/2014          | Biễu diễn trong chương trình "Hi song"                                                |
| Chính tuổi trẻ này              | Superboy 2013   | 09/02/2015          | Ca khúc chủ đề trong concert "Superboy 2013"                                          |
| Cao thủ trở về                  | Hoa Thần Vũ     | Chưa phát hành      | Nhạc phim, hát trong chương trình "Ngày ngày tiến lên". Chưa phát hành bài hoàn chỉnh |
| The Rampage 横冲直撞            | Hoa Thần Vũ     | 2016                | Nhạc phim "Người anh em giường trên"                                                  |
| Cục tình báo sao Hỏa 火星情报局 | Hoa Thần Vũ     | 2016                | Bài hát chủ đề show "Cục tình báo sao Hỏa" của Youku                                  |
| Xuyên tâm 穿心                  | Hoa Thần Vũ     | 2016                | Nhạc phim "Tình yêu vượt qua ngàn năm 2"                                              |
| Tìm 寻                          | Hoa Thần Vũ     | 2017                | Bài hát chủ đề chương trình thực tế "Hoa tỷ đệ" mùa 3.                                |
| Tề Thiên 齐天                   | Hoa Thần Vũ     | 2017                | Bài hát chủ đề của movie "Ngộ Không truyện"                                           |
| IQ250                           | Hoa Thần Vũ     | 2017                | Bài hát chủ đề game Vương Giả Vinh Diệu                                               |

### MV
| Ca khúc                        | Người trình bày                                                 | Thời gian phát hành | Nội dung vắn tắt                                                          |
| ------------------------------ | --------------------------------------------------------------- | ------------------- | ------------------------------------------------------------------------- |
| Đuổi theo giấc mơ thuở ban đầu | Top 10 thí sinh Superboy 2013                                   | 09/08/2013          | Ca khúc chủ đề chương trình "Superboy 2013"                               |
| Tạm biệt thanh xuân            | Hoa Thần Vũ, Trương Dương Dương, Bạch Cử Cương, Tả Lập          | 11/11/2013          | Nhạc chủ đề phim "Forever young"                                          |
| Chào tự do                     | Hoa Thần Vũ, Bạch Cử Cương                                      | 17/11/2013          | Nhạc phim "Forever young"                                                 |
| Mỗi một vì sao                 | Top 12 thí sinh Superboy 2013                                   | 27/06/2014          | Nhạc chủ đề phim "Tôi là chính tôi"                                       |
| Món quà của Quasimodo          | Hoa Thần Vũ                                                     | 07/11/2014          | MV âm nhạc dài 40 phút cho album "Món quà của Quasimodo"                  |
| Món quà của Quasimodo          | Hoa Thần Vũ                                                     | 21/11/2014          | MV cho ca khúc đơn "Món quà của Quasimodo"                                |
| Bụi tàn pháo hoa               | Hoa Thần Vũ                                                     | 25/11/2014          | MV cho ca khúc đơn "Bụi trần khói lửa"                                    |
| Why nobody fights              | Hoa Thần Vũ                                                     | 01/12/2014          | MV cho ca khúc đơn "Why nobody fights"                                    |
| Nhà vua và người ăn xin        | Hoa Thần Vũ, Dương Tông Vĩ                                      | 07/08/2015          | MV cho ca khúc đơn "Nhà vua và người ăn xin"                              |
| Phù du                         | Hoa Thần Vũ                                                     | 16/11/2015          | MV cho ca khúc "Phù du", bản "Drama" quảng bá show "Who Am I"             |
| Phù du                         | Hoa Thần Vũ                                                     | 20/11/2015          | MV cho ca khúc "Phù du", bản "Thị giác" chỉ có Hoa Thần Vũ                |
| Here we are                    | Hoa Thần Vũ                                                     | 11/08/2016          | MV cho trailer phim "Sứ đồ hành giả"                                      |
| Follow me                      | Superboy 2013                                                   | 04/2017             | Bài hát chủ đề "Superboy 2017" do Ninh Hoàn Vũ sáng tác, Hoa Thần Vũ rap. |
| Tìm                            | Hoa Thần Vũ                                                     | 04/2017             | MV cho trailer chương trình thực tế "Hoa tỷ đệ 3"                         |
| Tề Thiên                       | Hoa Thần Vũ                                                     | 06/2017             | MV cho trailer phim điện ảnh "Ngộ Không truyện"                           |
| Trò chuyện cùng bé con sao Hỏa | Hoa Thần Vũ, Người Sao Hỏa (tên người yêu nhạc của Hoa Thần Vũ) | 11/2019             | Teaser và MV cho ca khúc đơn "Trò chuyện cùng bé con sao Hỏa"             |
| Đấu Ngưu                       | Hoa Thần Vũ                                                     | 05/2020             | MV cho ca khúc đơn "Đấu ngưu"                                             |

## Các chương trình truyền hình
Superboy 2013
| Vòng thi                                                       | Ngày thi              | Số báo danh       | Bài hát dự thi               |
| -------------------------------------------------------------- | --------------------- | ----------------- | ---------------------------- |
| Top 10 khu vực Trường Sa (tỉnh Hồ Nam)                         | 29/06/2013            | 08042 Hoa Thần Vũ | Vô tự ca (Bài hát không lời) |
| Top 20 vòng 2 – Nhóm 3                                         | 12/07/2013 02/08/2013 | 62 Hoa Thần Vũ    | The kill                     |
| Top 10 vòng 2 – Lượt 1                                         | 12/07/2013 02/08/2013 | 62 Hoa Thần Vũ    | Somebody that I used to know |
| Top 9 – Lượt 1 – Cặp 4 (cùng Ninh Hoàn Vũ                      | 09/08/2013            | 09 Hoa Thần Vũ    | Tôi                          |
| Top 8 – Lượt 1 – Cặp 3 (cùng Ninh Hoàn Vũ)                     | 16/08/2013            | 09 Hoa Thần Vũ    | We are young                 |
| Top 7 – Lượt 1 – Cặp 3 (cùng Âu Hào)                           | 23/08/2013            | 09 Hoa Thần Vũ    | Con thân yêu                 |
| Top 6 – Vòng đối đầu – Cặp 5 (cùng Ninh Hoàn Vũ)               | 30/08/2013            | 09 Hoa Thần Vũ    | Giả hành tăng                |
| Top 6 – Lượt 1                                                 | 06/09/2013            | 09 Hoa Thần Vũ    | Pokerface                    |
| Top 5 – Vòng đối đầu – Song ca với Thượng Văn Tiệp             | 13/09/2013            | 09 Hoa Thần Vũ    | Ngôi sao nhỏ                 |
| Top 3 – Vòng các bài hát nổi tiếng - Song ca cùng Tăng Dật Khả | 20/09/2013            | 09 Hoa Thần Vũ    | Thu trắng                    |
| Top 3 – Vòng hát tình ca                                       | 20/09/2013            | 09 Hoa Thần Vũ    | Khiêu khích                  |
| Chung kết – Lượt 1                                             | 27/09/2013            | 09 Hoa Thần Vũ    | Hồng đậu                     |
| Chung kết – Lượt 2 (Song ca cùng Tào Cách)                     | 27/09/2013            | 09 Hoa Thần Vũ    | Quý ngài cô đơn              |
| Chung kết – Lượt 3 (Ai được yêu thích nhất?)                   | 27/09/2013            | 09 Hoa Thần Vũ    | I will always love you       |
| Chung kết – Lượt 4 (Ai là quán quân?)                          | 27/09/2013            | 09 Hoa Thần Vũ    | Trời cao biển rộng           |

| Thời gian phát sóng | Tên chương trình                          | Nội dung vắn tắt |
| ------------------- | ----------------------------------------- | --- |
| 01/02/2021          | Vương bài đối vương bài mùa 6             | Mỗi kì của chương trình xoay quanh một chủ đề. Mỗi tập sẽ có 2 đội tham gia. Hoa Hoa cùng Giả Linh, Thẩm Đằng và Quan Hiểu Đông chơi ở đội gia tộc vương bài mỗi kì sẽ cùng chiến thắng đội chơi khách mời                                 |
| 01/02/2020          | Vương bài đối vương bài mùa 5             | Mỗi kì của chương trình xoay quanh một chủ đề. Mỗi tập sẽ có 2 đội tham gia. Hoa Hoa cùng Giả Linh, Thẩm Đằng và Quan Hiểu Đông chơi ở đội gia tộc vương bài mỗi kì sẽ cùng chiến thắng đội chơi khách mời                                 |
| 07/02/2020          | Singer 2020(Tôi là ca sỹ 2020)            | Đạt quán quân Chương trình âm nhạc do đài Hồ Nam tổ chức (Mùa này có Misia, Tia Ray, Hoa Thần Vũ, Từ Giai Oánh, Mao Bất Dịch...) |
| 01/02/2019          | Vương bài đối vương bài mùa 4             | Mỗi kì của chương trình xoay quanh một chủ đề. Mỗi tập sẽ có 2 đội tham gia. Hoa Hoa cùng Giả Linh, Thẩm Đằng và Quan Hiểu Đông chơi ở đội Gia tộc Vương Bài mỗi kì sẽ cùng chiến thắng đội chơi khách mời                                 |
| 25/01/2018          | Singer 2018 (Tôi là ca sỹ 2018)           | Đạt á quân Chương trình âm nhạc do đài Hồ Nam tổ chức (Mùa này có Jessi J, Đằng Cách Nhĩ, Trương Thiều Hàm,...Hoa Thần Vũ tham gia từ tập 4 (phát sóng ngày 02/02/2018)                                                                    |
| 15/10/2017          | Cuộc chiến Thiên Lại - Mùa 2 (天籁之战2)  | Chương trình âm nhạc, ca sỹ đời thường thách đấu cùng các Tướng ca Thiên Lại: Hoa Thần Vũ, Mạc Văn Úy, Dương Khôn, Phí Ngọc Thanh, Trương Kiệt                                                                                             |
| 10/06/2017          | Minh Nhật Chi Tử (明日之子)               | Chương trình về đào tạo idol thế hệ 2000, tham gia cùng Dương Mịch, Tiết Chi Khiêm, với vai trò Tinh Thôi Quan (tương tự giám khảo). |
| 17/06/2017          | Come sing with me                         | Chương trình truyền hình, ca sỹ sẽ chọn một thí sinh tham gia để song ca với mình. |
| 03/06/2017          | Hoa Dạng Tỷ Tỷ - Mùa 3 旅途的花样第一集   | Chương trình truyền hình thực tế du lịch, tham gia cùng Mã Lệ, Kim Thần, Lâm Chí Linh, Trương Hâm Nghệ, Lý Trị Đình,.... |
| 21/10/2016          | Thần tượng là phải như vậy                | Chương trình truyền hình |
| 31//10/2016         | My new clothes 我的新衣                   | Chương trình truyền hình, Tập 9, Hoa Hoa hát bài Feeling good |
| 16/10/2016          | Cuộc chiến thiên lại (天籁之战)           | Chương trình âm nhạc, ca sỹ dân gian thách đấu cùng các Tướng ca Thiên Lại: Hoa Thần Vũ, Mạc Văn Úy, Dương Khôn, Phí Ngọc Thanh |
| 15/05/2016          | See your voice                            | Chương trình truyền hình, các nghệ sĩ khách mời sẽ phải đoán xem các thí sinh ai hát hay ai hát không hay. |
| 27/02/2016          | You look so yummy                         | Chương trình ẩm thực |
| 24/01/2016          | Vương bài đối vương bài                   | Chương trình truyền hình, tham gia cùng An Dĩ Hiên, Châu Đông Vũ, Trương Huệ Văn. |
| 13/11/2015          | Be The Idol 唱游天下                      | Chương trình truyền hình thực tế đầu tiên về "du học âm nhạc" tại Trung Quốc, trong đó 6 ca sĩ tham gia hành trình đi qua 6 thành phố. |
| 08/10/2015          | Thần xe tới rồi 车神来了                  | Chương trình truyền hình thực tế của mạng Tencent về Thử thách lái xe quy mô toàn quốc. |
| 03/10/2015          | Nữ thần tân trang 女神新装                | Tập 8, chủ đề "Năm ấy chúng tôi 18 tuổi" |
| 25/09/2015          | Super Idol 星动亚洲                       | Tập 10, Hoa Thần Vũ làm người hướng dẫn |
| 21/09/2015          | See you on Monday 周一见                  | Chương trình giao lưu giữa fan với nghệ sĩ |
| 30/08/2015          | Kelvin Hours 可凡倾听                     | 29/08-30/08: Phỏng vấn và sưu tầm về Hoa Thần Vũ "Một cậu bé đến từ sao Hỏa" (Chương trình có 2 phần phát sóng 2 ngày) |
| 15/08/2015          | Let's sing kids season 3 中国新声代第三季 | Chương trình truyền hình trong đó các em nhỏ tham gia ca hát và biểu diễn. Hoa Thần Vũ tham gia với tư cách huấn luyện viên khách mời. |
| 17/07/2015          | Working Diary mùa 3                       | Chương trình thực tế chiếu trên mạng, mang thần tượng và fans lại gần nhau hơn. Trong mùa 3, Hoa Thần Vũ là nhân vật chính, quay lại hành trình thực hiện album mới, tổ chức concert và phía sau hậu trường. Tổng cộng có 9 tập phát sóng. |
| 10/07/2015          | Are you normal mùa 2 你正常吗第二季       | Chương trình gameshow |
| 20/02/2015          | Ngày ngày tiến lên 天天向上               | Show truyền hình |
| 27/11/2014          | Hi song HI歌                              | Chương trình truyền hình về âm nhạc, trong đó các ca sĩ lựa chọn biểu diễn các bài hát sáng tác do tác giả gửi đến. Trong tập 4, Hoa Thần Vũ biểu diễn ca khúc "Xuân", và ngày 23/12/2014 đạt giải quán quân.                              |
| 26/10/2014          | Phi thường tĩnh cự li 非常静距离          | "Thiên tài âm nhạc khác lạ Hoa Thần Vũ" Chương trình giao lưu và chia sẻ, Hoa Thần Vũ nói về cha mẹ, về cô giáo và người bạn thân thiết Khương Thắng Nam,... Hoàn cảnh đặc biệt của Hoa Thần Vũ tạo nên Hoa Thần Vũ của hiện tại.          |
| 18/10/2014          | Niên đại tú 年代秀                        | Show truyền hình, tham gia cùng Bạch Cử Cương, Tả Lập. |
| 06/06/2014          | Ngày ngày tiến lên 天天向上               | Show truyền hình |
| 31/05/2014          | Chúng ta đều thích cười 我们都爱笑        | Show truyền hình |
| 03/05/2014          | Happy camp 快乐大本营                     | Tham gia cùng đoàn Hoa Tỷ Đệ |
| 25/04/2014          | Hoa Tỷ Đệ - Mùa 1 花儿与少年              | Chương trình truyền hình thực tế, với sự tham gia của 7 ngôi sao. Trong đó các thành viên tham gia chuyến hành trình đi qua châu Âu. |
| 03/04/2014          | Gương mặt thân quen 百变大咖秀            | Chương trình trong đó các ngôi sao đóng giả một nhân vật nổi tiếng khác. Trong chương trình Hoa Thần Vũ bắt chước Lưu Hoan, biểu diễn ca khúc "Đã hỏi trăm ngàn lần" (千万次的问)                                                          |
| 30/01/2014          | Dream Star Partner 梦想星搭档             | Ngày hội Dream Festival |
| 11/01/2014          | Happy camp 快乐大本营                     | Tham gia cùng Âu Hào và Bạch Cử Cương |
| 21/09/2013          | Happy camp 快乐大本营                     | Tham gia cùng các thí sinh dự thi Superboy 2013 |

## Tạp chí
| Kì phát hành           | Tên tạp chí              | Tóm tắt                                  |
| ---------------------- | ------------------------ | ---------------------------------------- |
| Kì 578                 | Nhạc đàn đương đại       | "Đó đều là bạn cả" (trang 30-34)         |
| Kì 587                 | Nhạc đàn đương đại       | "Bạn là ai"                              |
| Kì 599                 | Nhạc đàn đương đại       | "Từ từ mà đến nhanh một chút" (Trang 32) |
| Kì 671                 | EASY                     | Số tháng 12 năm 2013                     |
| 29/10/2013             | Y Chu                    | Song hùng hội (cùng Âu Hào)              |
| Số đặc biệt Giáng sinh | Hồng tú GRAZIA           | Số 02/12/2013                            |
| Kì 18 năm 2014         | Báo tuần Giải trí Nam Đô | 21/05/2014                               |
| Số tháng 7 năm 2014    | Gia đình trí thức GQ     | Phỏng vấn                                |
| Số tháng 10 năm 2014   | Quý ngài hấp dẫn         | Gương mặt trang bìa                      |
| Số tháng 9 năm 2014    | icon!Nathan              | Why nobody fights (trang 10)             |
| 2014                   | L'Uomo Vogue             | Hua Chenyu The "Super Boy"               |
| 2018                   | YOHO!GIRL                | Ấn bản mừng năm mới                      |
| Số tháng 02 năm 2019   | Cosmo (Tạp chí điện tử)  | Hai mặt trang bìa, phỏng vấn             |
| Số tháng 08 năm 2019   | EsquireFine              | Ảnh bìa                                  |
| 11/2019                | Condé Nast Traveler      | Ảnh bìa                                  |
| Số tháng 06 năm 2020   | Hồng Tú GRAZIA           | Ảnh bìa, "Cảnh Giới Quên Mình"           |
| Số tháng 12 năm 2020   | Tatler thượng lưu        | Ảnh bìa                                  |
| Số tháng 12 năm 2020   | Trí tộc GQ               | Bìa quần chúng                           |
| Số tháng 01 năm 2021   | Harper's Bazaar          | Ảnh bìa                                  |

## Hợp tác thương hiệu
| Năm  | Thương hiệu                   | Ghi chú                                              |
| ---- | ----------------------------- | ---------------------------------------------------- |
| 2021 | Li-ning                       | Đại diện toàn cầu                                    |
| 2021 | MakeUpForEver                 | Người phát ngôn toàn cầu                             |
| 2021 | Sprite                        | Đại diện toàn cầu                                    |
| 2020 | Atelier Cologne               | Đại diện thương hiệu                                 |
| 2020 | Game Hòa Bình Tinh Anh (PUBG) | Đại diện                                             |
| 2020 | Volvo                         | Đại diện thương hiệu                                 |
| 2020 | L'Oréal                       | Đại ngôn nhịp đập cảm xúc dòng sản phẩm chăm sóc tóc |
| 2020 | Kim Điển                      | Đại diện                                             |
| 2020 | BOSE                          | Đại diện                                             |
| 2020 | Cenovis                       | Đại diện thương hiệu khu vực Châu Á Thái Bình Dương  |
| 2020 | Darlie                        | Đại ngôn khu vực Châu Á Thái Bình Dương              |
| 2020 | Maybeline NewYork             | Đại sứ                                               |
| 2020 | Helena Rubinstein             | Đại diện dưỡng da thế hệ mới                         |
| 2020 | Bia Thanh Đảo                 | Đại ngôn thương hiệu                                 |
| 2020 | Dell                          | Đại diện thương hiệu                                 |